# Aegerina
Aegerina é um gênero de traça pertencente à família Brachodidae.